# 愛情神話 (1969年電影)
愛情神話（Fellini Satyricon）是一部於1969年上映的意大利奇幻电影以及劇情片，該電影由费德里柯·费里尼執導，劇本也是由其撰寫，該電影大致改编自蓋厄斯·佩特羅尼烏斯·阿爾比特的作品Satyricon。該電影講述的是一個名叫恩科尔皮乌斯（马丁·波特饰）的人和他的朋友阿斯克图斯（海勒姆·凯勒饰）试图赢得一个名叫吉顿的小男孩的芳心。 
該電影曾入围第30屆威尼斯國際影展，费德里柯·费里尼憑藉該電影第三次获得奥斯卡最佳导演奖提名，该片还获得金球獎最佳外語片提名。